# 新モンゴロイド
新モンゴロイド（しんモンゴロイド、英: neo-Mongoloid）とは、W・W・ハウエルズによるモンゴロイドの分類。日本では埴原和郎や尾本恵市らが用いている。

モンゴロイドを形質的特徴を中心とする遺伝的特性から、「新」・「旧」という、定かではない単語を用いて分別した表現方法である。進化の程度が「新」･「古」という意味ではなく、寒冷地適応を経ているか否かの違いを表したというのが、一般に流布している現段階における分類である。
新モンゴロイドはシベリアという極寒な気候・環境に適応した結果として形成された人種であるとの考えが有力である。

## 分布
新モンゴロイドは、主に現在のシベリア・モンゴル・中国・朝鮮半島・カザフスタン・キルギス・アラスカ・カナダ・グリーンランドに多く居住するとされる。
日本には、紀元前8世紀から紀元前3世紀にかけての縄文時代終期から、弥生時代以降に渡来人として断続的に渡来した、弥生人や古墳人と日本列島在来の北方系古モンゴロイド（縄文人・アイノイド）と混血して現在の大和民族（倭人・和人）が形成された。

## 特徴

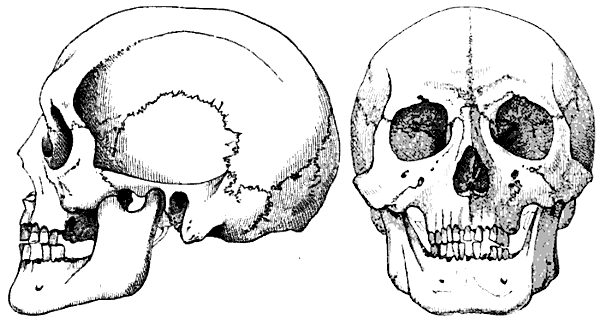
カルムイク人の頭骨。トマス・ヘンリー・ハクスリーの著作より（1901年）。

東ユーラシア北部の寒冷地域で独自の寒冷適応を遂げた集団が、かつての形質人類学で新モンゴロイドとされた人々である。
埴原和郎は以下の特徴を挙げている。
- 凍傷を防ぐために鼻が低い
- 肺に入れる空気を暖めるため上顎骨が横と縦に広がり、それでも足りなくて頬骨が前方に突出するため、扁平面長で大きい顔
- 細い眼裂、一重瞼
- 胴が大きい方が寒さに対して有利なので身長が高く、胴が大きく、四肢が短い短足胴長

さらに、薄い体毛（特に男性のひげの少なさ）などの特徴を持っている。耳垢が湿ったあめ状ではなく乾燥した粉状となり、耳垢の特徴と同じ遺伝子によるわきがの原因となるアポクリン汗腺が少なく、頭髪が直毛であること、頭形は前後に短く横に広い短頭が一般的で脳容積が大きいといった特徴がある。新生児に蒙古斑が見られるのも特徴である。
特に北部モンゴロイド、旧アジア人種、エスキモー人種に典型的な新モンゴロイドの特徴がみられ、中部モンゴロイドと南部モンゴロイドは古モンゴロイドとの混合特徴がみられる。

## 遺伝子
新モンゴロイド系民族で高頻度で観察されるY染色体ハプログループは、ハプログループC2、N、O2、Qである。
- ハプログループC2は主にモンゴル系民族やツングース系民族、一部のテュルク系民族において高頻度であり、アサバスカ族などの北米先住民にも中頻度見られ、中国北部や朝鮮半島でも中 - 低頻度、日本列島でも低頻度で見られる。その他、モンゴル帝国の拡大とともに中央アジアと西南アジアなどでも確認される。また、東欧のハンガリーのマジャル人とブルガリアのブルガリア人およびトルコのトルコ人にも中 - 低頻度にハプログループC2の遺伝子が見られる。

- ハプログループNはシベリア北部のサモエード系[4]と東部のヤクート人[4]で高頻度であり、フィンランドのフィン人（スオミ人）とラップランドのサーミ人は中頻度で、およびエストニア人とカレリア人などの北欧諸国とバルト三国などの民族でも低頻度に見られ、ウラル語族の担い手であると考えられる。ハプログループNは東アジア北部近辺で発祥したと考えられており、中国遼河文明時代の人骨からも高頻度に見つかっているため、かつては中国北部などの東アジア北部でも支配的であったと考えられるが、現代の東アジアにおいては概ね10%程度となっている。

- ハプログループOは東アジアから東南アジアにかけて最多を占めるグループである。親系統別に見ると、コーカソイド系のハプログループRと並んで現代人類において最も帰属人口の多い系統である。その人口の多さから、多岐に渡るサブグループを生み出している。日本においてもO1b2が30%以上、O2が20%以上見られ、親系統別で見るとやはりO系統が最多である。
南方系古モンゴロイドを特徴付けるO1系統のO1a系統やO1b1系統は中国南部や東南アジアで多いが新モンゴロイドに属するO1b2系統は日本本州の他、朝鮮半島や満州民族、中国北部などの北東アジアで比較的多い。
O2系統は漢民族で50%以上、朝鮮民族やベトナム人で40%以上と東アジアで最多のサブグループである。

- ハプログループQはアメリカ大陸先住民において非常に高頻度であり、かつてのアメリカ大陸では最も一般的に見られた系統である。新モンゴロイドに限定すると、エスキモーでハプログループQが高頻度である。また、エニセイ系ケット人およびサモエード系の一派セリクプ人などでも高頻度である[5]。

Y染色体で見ると、古モンゴロイドとされる縄文人とアイヌにて最多を占めるハプログループD1a2a系統と、新モンゴロイドとされる現代日本人や漢民族とチベット民族および朝鮮民族にて最多を占めるハプログループO系統、テュルク系とモンゴル系やツングース系にて最多を占めるハプログループC2系統では分岐から7万年以上もの時を経ている。
北方系古モンゴロイドを特徴付けるハプログループD1a2a系統の祖先であるハプログループDEは、全ユーラシア人の共通祖先であるハプログループCTから早期に分岐したため、E系統以外のユーラシア系とは7万年以上の時間を経ている。E系統とも7万年程前、最も近縁であるD1a2b系統とも5万年以上前に分岐しており、非常に独立的であると言える。
その一方、モンゴロイドの主要系統であるハプログループO系統は、コーカソイド系で最多を占めるハプログループR系統とは約4万年ほど前に分岐したため、これに従うと新モンゴロイドは古モンゴロイドよりコーカソイドに近いということになる。しかし、人種を反映する形態形質は、父系のY染色体ハプログループのみでなく、母系のミトコンドリアDNAハプログループとも相関性があること、さらに多くのY染色体ハプログループの系統が同一集団として同じ人種を形成した（遺伝子の系統と集団の系統が一致しない不完全遺伝子系統仕分けによる）ため、形質とY染色体ハプログループの系統は必ずしも一致しない。
最近の研究から、東アジア人（モンゴロイド）を特徴付ける遺伝子があることがわかった。

## 区分
- 旧アジア人種：旧アジア諸族の総称。ユカギール人、チュクチ人、ギリヤーク人（ニヴフ）などに代表される。
- エスキモー人種：旧アジア人種とほぼ同様である。顔の幅が広く、寒冷適応を示す。顎骨が発達。イヌイット、アレウトなどに代表される。
- 北部モンゴロイド：寒冷適応の程度が高い新モンゴロイド。身長が高く、モンゴロイドの中で顔の高さ、横幅ともに最大である。淡黄褐色の皮膚。顔毛や体毛が少ない。極度に平面的な顔。眼裂はごく細い。サモエード、テュルク、ツングースなどに代表される。
- 中部モンゴロイド：寒冷適応の程度がやや低い新モンゴロイド。漢民族(華北)、チベット系などに代表される。身長がやや高く、顔の高さ、横幅ともに中程度である。
  - 南部モンゴロイド：中部モンゴロイドよりも寒冷適応の程度が低い新モンゴロイド。中部モンゴロイドとインドシナ人種（南方系古モンゴロイドの一種）との混血で、淡褐色の皮膚、中部モンゴロイドよりも背が低く、丸顔が多い。漢民族(華南)やヤオ族、ベトナムのキン族、ミャンマーのビルマ族およびカレン族とモン人(Hmong)、ラオスのラーオ族とタイ北部のシャン族などの少数民族に代表される。

その他
- 大和民族：北方系古モンゴロイドに属するアイノイド（縄文人）と新モンゴロイド(北部モンゴロイド、中部モンゴロイド、南部モンゴロイド）に属する弥生人や古墳人が混血して構成された民族。身長は中身長、細面が多い。